# Vareuptychia usitata
Vareuptychia usitata är en fjärilsart som beskrevs av Butler 1866. Vareuptychia usitata ingår i släktet Vareuptychia och familjen praktfjärilar. Inga underarter finns listade i Catalogue of Life.